# La fuga (film 1998)
La fuga (The Escape) è un film per la televisione canadese-statunitense del 1998 diretto da Stuart Gillard.

## Trama
Clayton, un giovane in prigione per un crimine mai commesso in Louisiana, organizza un piano di evasione dal penitenziario.